# Asiatischer Kapokbaum
Der Asiatische Kapokbaum (Bombax ceiba L.; Synonyme: Bombax malabaricum DC., Bombax heptaphyllum CAV., Samalia malabarica SCHOTT et ENDL.), Indische bzw. Rote Seidenwollbaum oder Semul ist ein Baum Südasiens und Südostasiens. Er gehört zur Gattung Bombax, die bis zu mehreren Dutzend (sub-)tropische Baumarten umfasst und zur Unterfamilie der Wollbaumgewächse (Bombacoideae) gehört.

## Beschreibung

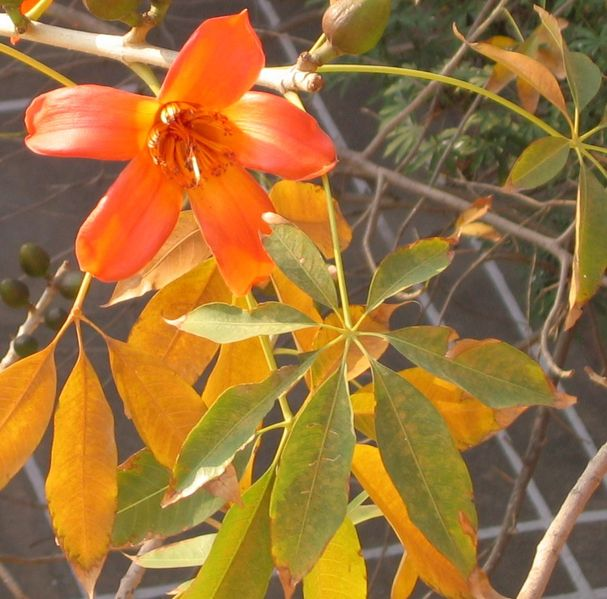
Blüten und Blätter des Asiatischen Kapokbaumes

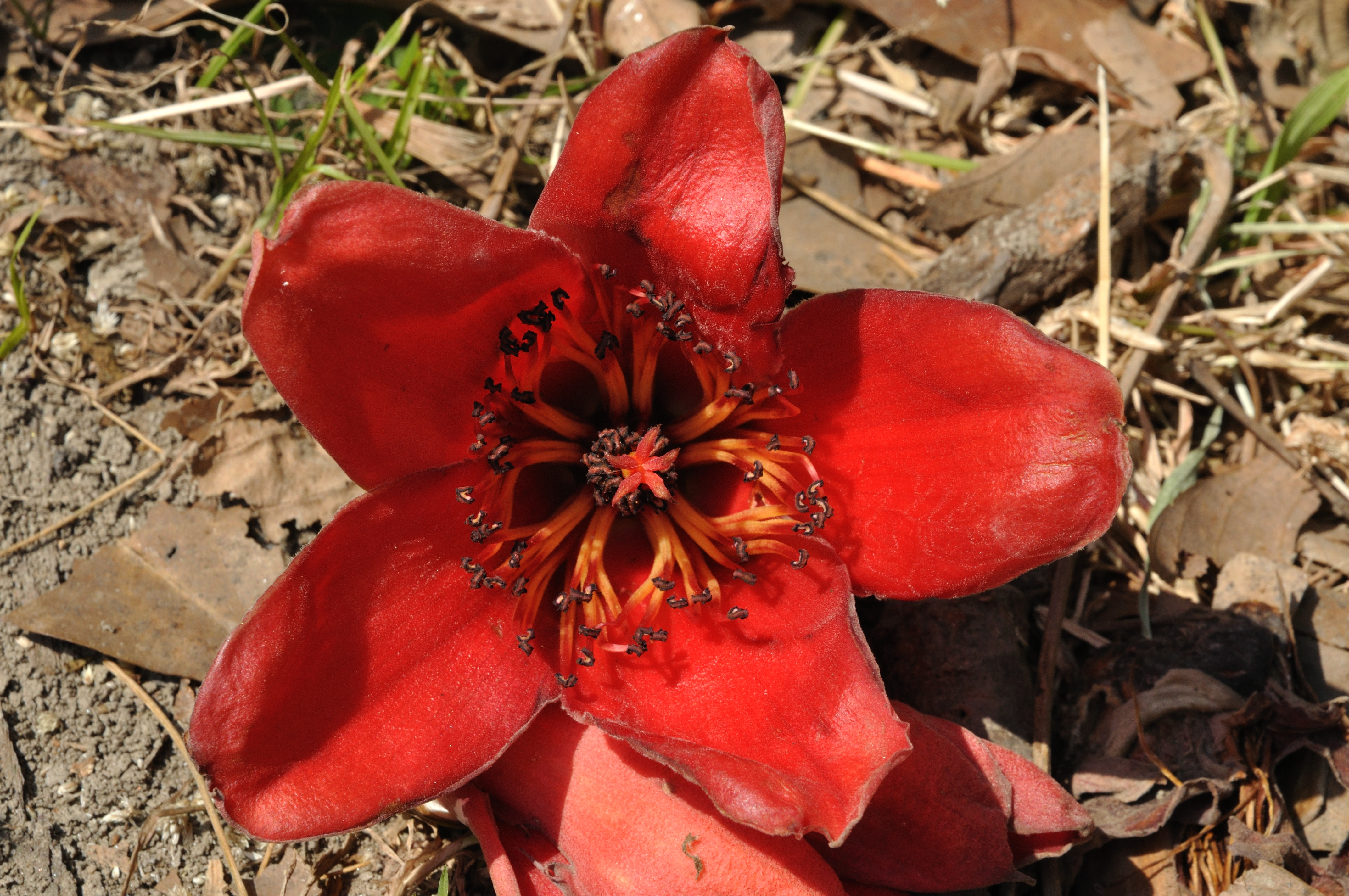
Abgefallene Blüte

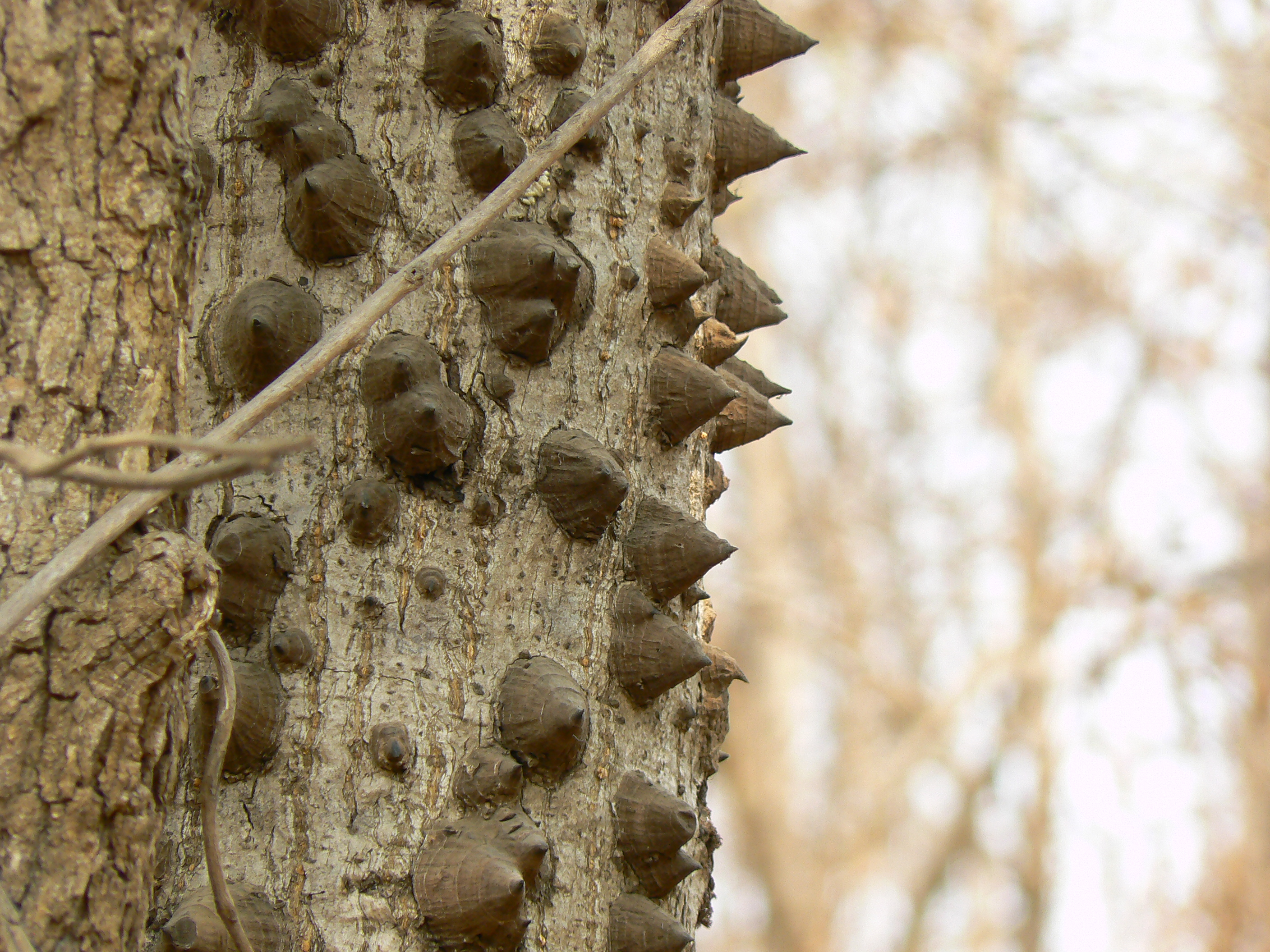
Dornenbesetzter Stamm

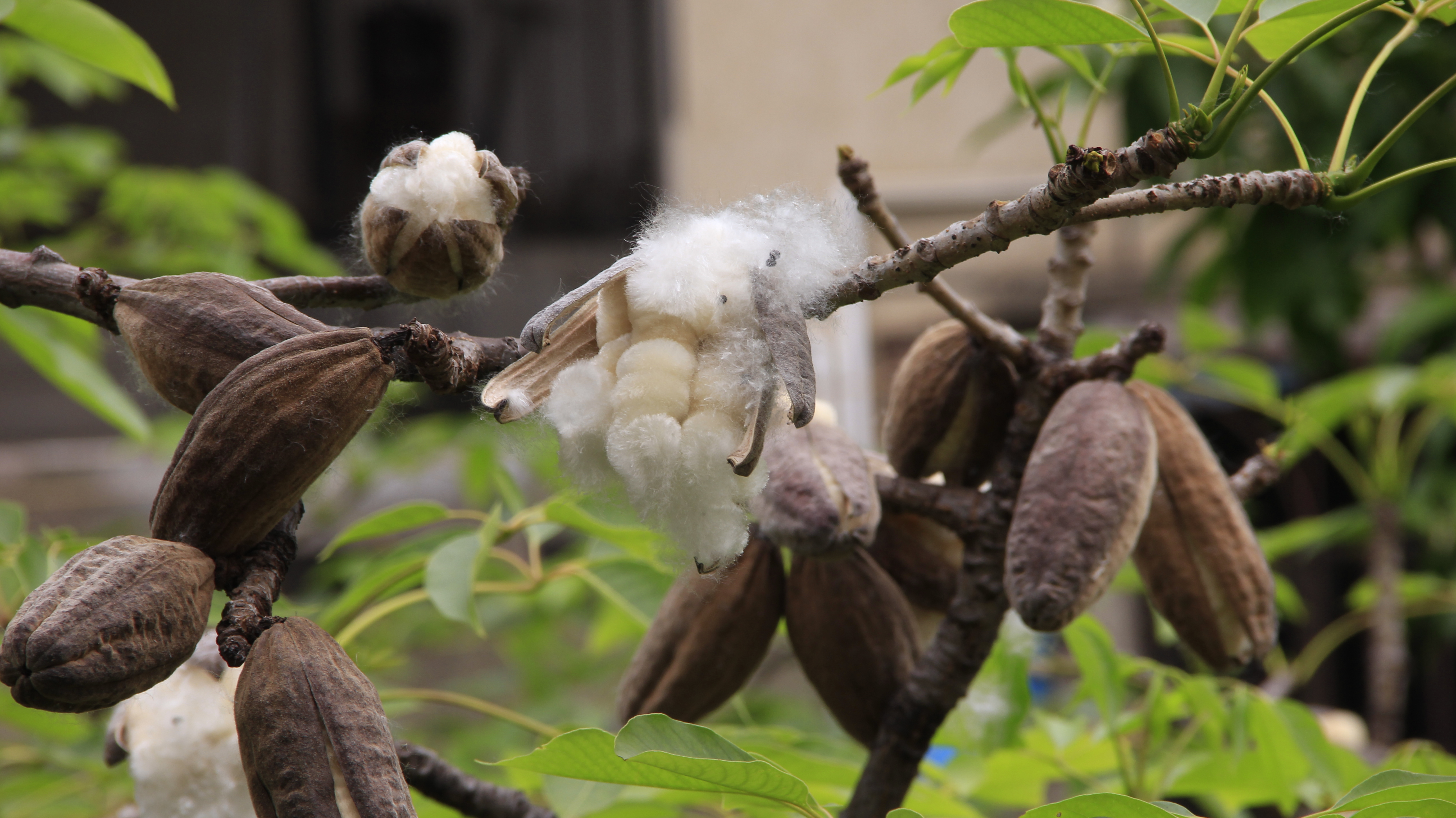
Früchte mit haarigen Samen

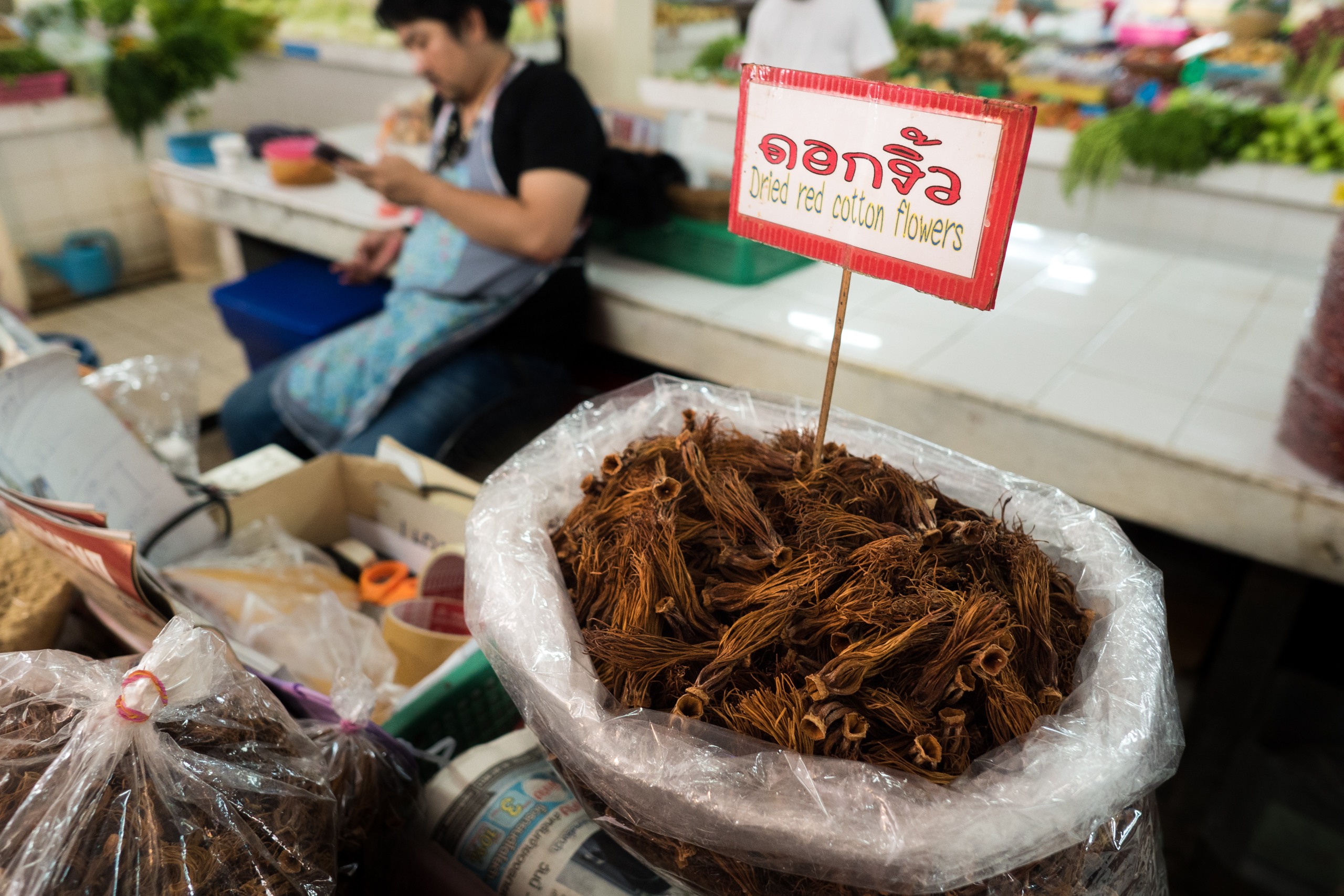
Getrocknete Blüten auf einem Markt in Thailand

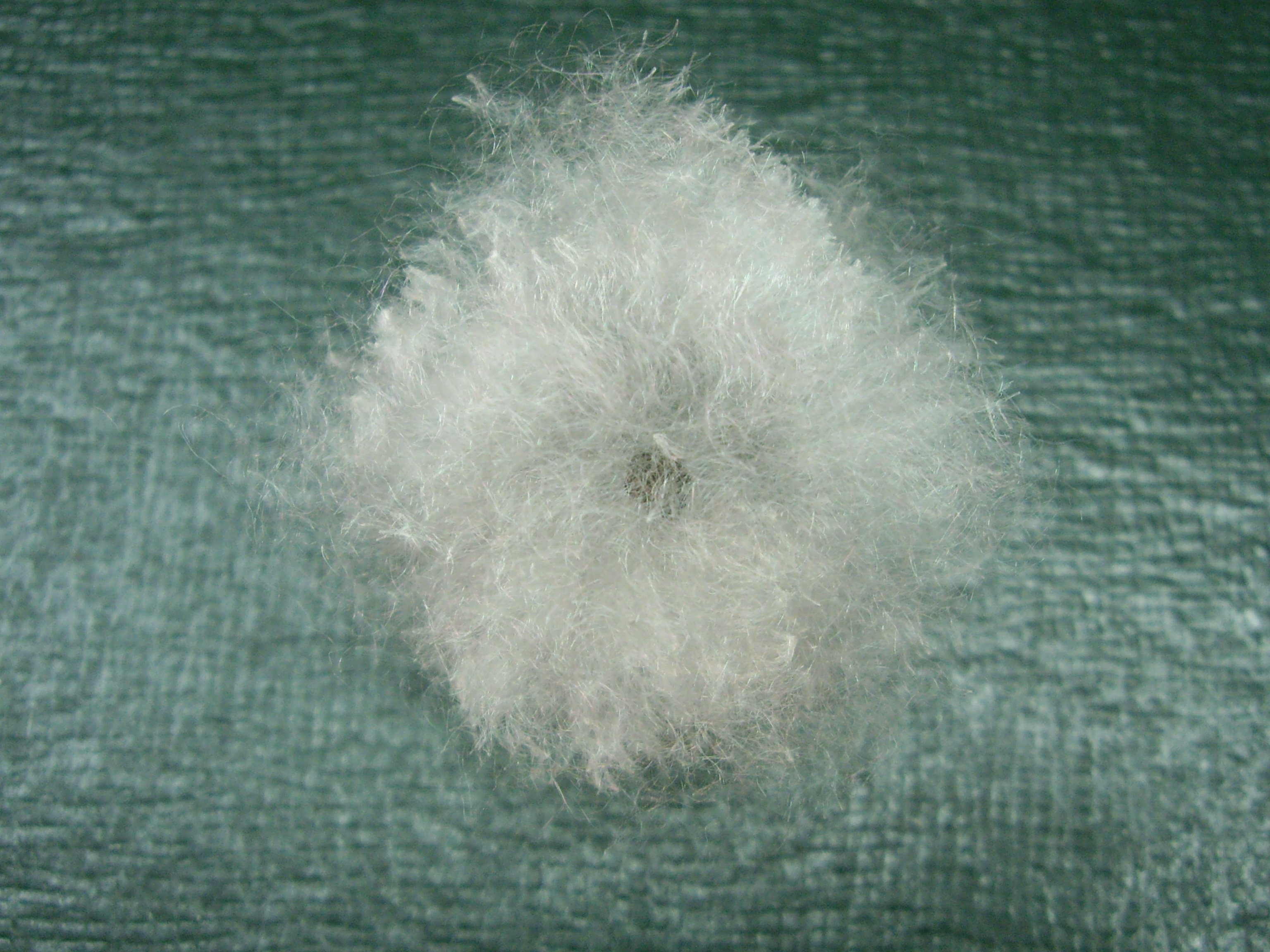
Bombax ceiba Samen mit kapokähnlichen Haaren

Der Asiatische Kapokbaum ist ein schnellwüchsiger Tropenbaum, der bis zu 25 Meter hoch werden kann. Er kommt meist relativ verstreut als Solitär vor, größere Reinbestände sind eher selten. Der gerade Stamm ist in den ersten Jahren mit großen, pyramidenförmigen Dornen besetzt und später an der Basis häufig durch hohe Wurzelausläufer verbreitet. Die Äste gehen oft nahezu horizontal vom Stamm ab. Die anfänglich grünliche Rinde wandelt sich in späteren Jahren zu einer grauen Borke. Der Stamm bildet manchmal Brettwurzeln aus. 
Die handförmigen, 10 bis 20 cm langen, gestielten Laubblätter haben jeweils zwei kleine Nebenblätter und fünf bis sieben elliptisch bis lanzettliche oder verkehrt-lanzettliche, meist ganzrandige und zugespitzte Fiederblättchen. Während der Trockenzeit werden die Blätter abgeworfen. Das Holz des Baumes ist gleichmäßig (in Splint und Kern) hell graubraun mit deutlich erkennbaren Jahresringen. Es ist mit einer mittleren Rohdichte von 0,30 bis 0,35 g/cm³ sehr leicht und insgesamt wenig dauerhaft. 
Der Baum blüht jeweils im März/April. Die kurz gestielten Blüten, mit fünf Kronblättern, entspringen einzeln oder in kleinen Gruppen aus den Blattachseln an den Zweigspitzen und haben im Durchschnitt etwa einen Durchmesser von 10 cm. Sie sind meist von roter, seltener auch orangeroter Färbung. Jede Blüte weist drei bis fünf verwachsene und becherförmige, ledrige, außen meist kahle Kelchzähne auf. Die 2–3 cm lange Kelchröhre ist innen, dicht mit kurzen gelblichen und seidigen Haaren besetzt. Jede Blüte enthält zahlreiche bündelige Staubblätter mit gewundenen Antheren und einen oberständigen und feinhaarigen Fruchtknoten mit langem, vorstehendem Griffel und gelappter Narbe. 
Der Baum bildet eine mit flaumigen, gräulichen Haaren besetzte und verholzende, 10–15 × 4,5–5 cm messende Kapselfrucht. Im Verlauf der Reifung springt die Fruchtkapsel im Laufe der Sommermonate auf und entlässt zahlreiche kleine, mit kapokartigen Haaren besetzte Samen. Die einzelnen, rundlichen und schwarz-bräunlichen Samen haben ein ungefähres Gewicht von 0,018 Gramm.

## Verbreitung
Das natürliche Verbreitungsgebiet von Bombax ceiba umfasst weite Teile des indischen Subkontinents, Sri Lankas, Vietnams, Kambodschas, Malaysias und Indonesiens. Die südlichen Philippinen (Mindanao, Luzon, Mindoro) und die nördlichen, in den Tropen liegenden Ausläufer Australiens wie auch Neuguinea gehören ebenfalls zum ursprünglichen Verbreitungsgebiet. Im weiteren  findet sich der Baum in Südchina in den Provinzen Yunnan, Sichuan, Guizhou, Guangxi, Jiangxi, und Fujian, im Westen von Hainan und im zentralen und südlichen Teil Guangdongs. Er ist auch auf der Insel Taiwan heimisch.
Der Baum ist nicht winterhart und fehlt daher völlig in nördlichen Klimazonen, wie Europa. Die mittlere Jahrestemperatur in seinem natürlichen Verbreitungsgebiet liegt bei 20 bis 23 °C mit einem Temperaturminimum von −4 °C. Der durchschnittliche Jahresniederschlag liegt zwischen 540 und 1800 mm. Bombax ceiba benötigt sehr viel Licht, ist relativ resistent gegenüber Trockenperioden, verträgt aber keine regelhaften Überschwemmungen.

## Systematik
Die Erstbeschreibung wird traditionell Carl von Linné zugeschrieben. Es gibt jedoch Inkonsistenzen in den Beschreibungen Linnés in seiner Species Plantarum 1753 und späteren Veröffentlichungen, die zu vielfachen späteren Diskussionen um die taxonomische Einordnung geführt haben.

## Nutzung
Bombax ceiba wird aufgrund seines dekorativen Blattwerks und der leuchtend roten Blüten gerne als Zierbaum in Parks oder Gärten oder an Wegrändern angepflanzt. Die Stadt Guangzhou (VR China) und der Landkreis Kinmen der Republik China (Taiwan) haben den Baum zu ihren offiziellen Symbolen erkoren. Das Baumholz ist wenig widerstandsfähig gegen Holzschädlinge, jedoch weich und leicht zu bearbeiten. Es wird zur Herstellung von Kisten, Schachteln, Streichhölzern und zur Papierherstellung verwendet. Die weichen Haare des Endocarps sind feuchtigkeitsabweisend und finden Verwendung als Füllmaterial für Kissen und Bettdecken. Schon die Soldaten Alexanders des Großen sollen sie bei ihrem Indienfeldzug als Polstermaterial für ihre Sättel verwendet haben. Die Blüten des Asiatischen Kapokbaums werden in der chinesischen Volksmedizin verwendet. Getrocknete Blüten werden unter der Bezeichnung Dok ngio (thailändisch ดอกเงี้ยว) in der thailändischen Küche benutzt.
Die Fluggesellschaft China Southern Airlines verwendet eine stilisierte Blüte des Asiatischen Kapokbaums als Logo.